# Tom Misson
Thomas William „Tom“ Misson (* 11. Mai 1930 im London Borough of Harrow; † 31. Juli 2017 in Havant) war ein britischer Geher.
Im 50-km-Gehen wurde er Vierter bei den Leichtathletik-Europameisterschaften 1958 in Stockholm und Fünfter bei den Olympischen Spielen 1960 in Rom.
Seine persönliche Bestzeit über diese Distanz von 4:14:03 h stellte er 1959 auf.